# 巴勒莫 (紐約州)
巴勒莫（英語：Palermo）是一個位於美國紐約州奧斯威戈縣的鎮。

## 人口
根據2020年美國人口普查的數據，巴勒莫的面積為105.52平方千米，當中陸地面積為104.80平方千米，而水域面積為0.72平方千米。當地共有人口3470人，而人口密度為每平方千米33人。